# Canton de Marly
Le canton de Marly est une circonscription électorale française du département du Nord créée par le décret du 17 février 2014. Il tient lieu de circonscription d'élection des conseillers départementaux et entre en vigueur lors des élections départementales de 2015.

## Histoire
Un nouveau découpage territorial du département du Nord entre en vigueur à l'occasion des premières élections départementales suivant le décret du 17 février 2014. Les conseillers départementaux sont, à compter de ces élections, élus au scrutin majoritaire binominal mixte. Les électeurs de chaque canton élisent au Conseil départemental, nouvelle appellation du Conseil général, deux membres de sexe différent, qui se présentent en binôme de candidats. Les conseillers départementaux sont élus pour 6 ans au scrutin binominal majoritaire à deux tours, l'accès au second tour nécessitant 12,5 % des inscrits au 1er tour. En outre la totalité des conseillers départementaux est renouvelée. Ce nouveau mode de scrutin nécessite un redécoupage des cantons dont le nombre est divisé par deux avec arrondi à l'unité impaire supérieure si ce nombre n'est pas entier impair, assorti de conditions de seuils minimaux. Dans le Nord, le nombre de cantons passe ainsi de 79 à 41.
Le canton de Marly est formé de communes des anciens cantons de Condé-sur-l'Escaut (8 communes) et de Valenciennes-Est (9 communes). Il est entièrement inclus dans l'arrondissement de Valenciennes. Le bureau centralisateur est situé à Marly.

## Représentation
| Période élective | Période élective | Mandat | Mandat   | Identité                    | Nuance | Nuance | Qualité |
| ---------------- | ---------------- | ------ | -------- | --------------------------- | ------ | ------ | --- |
| 2015             | 2021             | 2015   | 2021     | Béatrice Descamps-Marquilly |        | UDI    | Institutrice puis directrice d'école Députée de la 21e circonscription du Nord depuis le 19 juin 2017, Maire-adjointe de Thivencelle Présidente de la Maison départementale des personnes handicapées |
| 2015             | 2021             | 2015   | 2021     | Jean-Noël Verfaillie        |        | DVD    | Maire de Marly |
| 2021             | 2028             | 2021   | en cours | Béatrice Descamps-Marquilly |        | UDI    | Conseillère sortante, Députée LIOT |
| 2021             | 2028             | 2021   | en cours | Jean-Noël Verfaillie        |        | MR     | Conseiller sortant Vice-Président du conseil départemental (Logement, Renouvellement urbain, Politique de la ville)                                                                                   |

### Résultats détaillés

#### Élections de mars 2015
À l'issue du 1er tour des élections départementales de 2015, deux binômes sont en ballottage : Laurine Lestienne et Ludovic Martel (FN, 31,29 %) et Béatrice Descamps et Jean-Noël Verfaillie (Union de la Droite, 28,81 %). Le taux de participation est de 43,64 % (19 482 votants sur 44 641 inscrits) contre 46,81 % au niveau départemental et 50,17 % au niveau national.
Au second tour, Béatrice Descamps et Jean-Noël Verfaillie (Union de la Droite) sont élus avec 57,79 % des suffrages exprimés et un taux de participation de 42,56 % (10 011 voix pour 18 999 votants et 44 641 inscrits).

#### Élections de juin 2021
Le premier tour des élections départementales de 2021 est marqué par un très faible taux de participation (33,26 % au niveau national). Dans le canton de Marly, ce taux de participation est de 25,97 % (11 528 votants sur 44 397 inscrits) contre 30,39 % au niveau départemental. À l'issue de ce premier tour, deux binômes sont en ballottage : Béatrice Descamps et Jean-Noël Verfaillie (Union à droite, 50,67 %) et Sabine Defossez et Franck Deloge (RN, 30,39 %).
Le second tour des élections est marqué une nouvelle fois par une abstention massive équivalente au premier tour. Les taux de participation sont de 34,36 % au niveau national, 31,01 % dans le département et 26,46 % dans le canton de Marly. Béatrice Descamps et Jean-Noël Verfaillie (Union à droite) sont élus avec 67,07 % des suffrages exprimés (7 201 voix pour 11 751 votants et 44 407 inscrits),,.

## Composition
Le canton de Marly comprend dix-sept communes entières.
| Nom                           | Code Insee | Intercommunalité          | Superficie (km2) | Population (dernière pop. légale) | Densité (hab./km2) | Modifier                                    |
| ----------------------------- | ---------- | ------------------------- | ---------------- | --------------------------------- | ------------------ | ------------------------------------------- |
| Marly (bureau centralisateur) | 59383      | CA Valenciennes Métropole | 8,04             | 11 980 (2022)                     | 1 490              | modifier les données · modifier les données |
| Condé-sur-l'Escaut            | 59153      | CA Valenciennes Métropole | 18,40            | 9 297 (2022)                      | 505                | modifier les données · modifier les données |
| Crespin                       | 59160      | CA Valenciennes Métropole | 9,94             | 4 541 (2022)                      | 457                | modifier les données · modifier les données |
| Curgies                       | 59166      | CA Valenciennes Métropole | 6,08             | 1 351 (2022)                      | 222                | modifier les données · modifier les données |
| Estreux                       | 59215      | CA Valenciennes Métropole | 5,30             | 945 (2022)                        | 178                | modifier les données · modifier les données |
| Hergnies                      | 59301      | CA Valenciennes Métropole | 10,75            | 4 471 (2022)                      | 416                | modifier les données · modifier les données |
| Odomez                        | 59444      | CA Valenciennes Métropole | 4,87             | 936 (2022)                        | 192                | modifier les données · modifier les données |
| Préseau                       | 59471      | CA Valenciennes Métropole | 6,34             | 2 083 (2022)                      | 329                | modifier les données · modifier les données |
| Quarouble                     | 59479      | CA Valenciennes Métropole | 12,27            | 3 141 (2022)                      | 256                | modifier les données · modifier les données |
| Quiévrechain                  | 59484      | CA Valenciennes Métropole | 4,71             | 6 078 (2022)                      | 1 290              | modifier les données · modifier les données |
| Rombies-et-Marchipont         | 59505      | CA Valenciennes Métropole | 4,81             | 745 (2022)                        | 155                | modifier les données · modifier les données |
| Saint-Aybert                  | 59530      | CA Valenciennes Métropole | 4,19             | 331 (2022)                        | 79                 | modifier les données · modifier les données |
| Saultain                      | 59557      | CA Valenciennes Métropole | 6,45             | 2 526 (2022)                      | 392                | modifier les données · modifier les données |
| Sebourg                       | 59559      | CA Valenciennes Métropole | 14,23            | 1 972 (2022)                      | 139                | modifier les données · modifier les données |
| Thivencelle                   | 59591      | CA Valenciennes Métropole | 4,03             | 820 (2022)                        | 203                | modifier les données · modifier les données |
| Vicq                          | 59613      | CA Valenciennes Métropole | 3,92             | 1 472 (2022)                      | 376                | modifier les données · modifier les données |
| Vieux-Condé                   | 59616      | CA Valenciennes Métropole | 11,06            | 10 455 (2022)                     | 945                | modifier les données · modifier les données |
| Canton de Marly               | 5929       |                           | 135,39           | 63 144 (2022)                     | 466                | modifier les données                        |

## Démographie
En 2022, le canton comptait 63 144 habitants, en évolution de +0,77 % par rapport à 2016 (Nord : +0,51 %, France hors Mayotte : +2,11 %).
| 2013   | 2018   | 2022   |
| ------ | ------ | ------ |
| 61 671 | 63 363 | 63 144 |